# Dominique Forlini
Dominique Forlini (født 14. september 1924 i Paris, død 17. oktober 2014 i Sèvres) var en cykelrytter fra Frankrig. Han kørte primært både landevejs- banecykling. Ved Tour de France 1954 vandt han to etaper, og han har vundet EM-guld på banen.
Forlini vandt flere seksdagesløb, hvor sejren ved Københavns seksdagesløb i 1956 sammen med Georges Senfftleben blev hans sidste.